# Friends (álbum de Dionne Warwick)
Friends é um álbum de estúdio da cantora americana Dionne Warwick. Foi lançado pela Arista Records em 25 de novembro de 1985 nos Estados Unidos. Seu sétimo álbum com a gravadora foi produzido por Clive Davis, que consultou os colaboradores frequentes Burt Bacharac, Carole Bayer Sager, Albhy Galuten, Barry Manilow e Stevie Wonder.
Após uma série de sucessos comerciais mornos, Friends marcou um retorno à forma para Warwick. Seu álbum de maior sucesso desde Dionne (1979), alcançou a posição 12 na Billboard 200 dos EUA e ganhou ouro no Canadá e nos Estados Unidos. No Grammy Awards de 1986, o álbum foi indicado para Melhor Performance Vocal Pop Feminina.
Friends rendeu o single top ten mundial "That's What Friends Are For", que se tornou o maior sucesso de Warwick nos Estados Unidos, passando quatro semanas como número um na Billboard Hot 100. Um segundo single, "Whisper in the Dark", foi lançado em 1986.

## Lista de músicas
| N.º | Título                                                                          | Producer(s)     | Duração |  |
| 1.  | "That's What Friends Are For (feat. Elton John, Gladys Knight e Stevie Wonder)" | Sager Bacharach | 4:15    |  |
| 2.  | "Whisper in the Dark"                                                           | Albhy Galuten   | 4:35    |  |
| 3.  | "Remember Your Heart"                                                           | Galuten         | 3:43    |  |
| 4.  | "Love at Second Sight"                                                          | Foster          | 4:40    |  |
| 5.  | "Moments Aren't Moments"                                                        | Wonder          | 4:36    |  |

| Críticas profissionais        | Críticas profissionais |
| Pontuações agregadas          | Pontuações agregadas   |
| Fonte                         | Avaliação              |
| ----------------------------- | ---------------------- |
| The Rolling Stone Album Guide | 3/5                    |
| Avaliações da crítica         |                        |
| Fonte                         | Avaliação              |

| N.º | Título                                  | Producer(s)                       | Duração |  |
| 6.  | "Stronger Than Before"                  | Sager Bacharach                   |         |  |
| 7.  | "Stay Devoted"                          | Sager Bacharach                   |         |  |
| 8.  | "No One There (To Sing Me a Love Song)" | Barry Manilow Artie Butler Walden |         |  |
| 9.  | "How Long?"                             | Sager Bacharach                   |         |  |
| 10. | "Extravagant Gestures"                  | Sager Bacharach                   |         |  |

## Paradas
| Parada(1985–1986)                       | Peak posição |
| --------------------------------------- | ------------ |
| Noruega (VG-lista)                      | 20           |
| Suécia (Sverigetopplistan)              | 33           |
| Estados Unidos (Billboard 200)          | 12           |
| Estados Unidos (Top R&B/Hip Hop Albums) | 8            |

| Parada(1986)                          | Posição |
| ------------------------------------- | ------- |
| US Billboard 200                      | 89      |
| US Top R&B/Hip-Hop Albums (Billboard) | 38      |